# 阿夫頓鎮區 (堪薩斯州塞奇威克縣)
阿夫頓鎮區（英語：Afton Township）為美國堪薩斯州塞奇威克縣轄下的鎮區。2010年美国人口普查中此鎮區人口有1,531人。

## 地理
阿夫頓鎮區涵蓋總面積為93.0平方（35.89平方英里），其中陸地面積為91.3平方（35.27平方英里），水域面積為1.6平方（0.62平方英里）或1.73%。海拔高度419（1,375英尺）。

## 人口統計
根據2010年美國人口普查，阿夫頓鎮區人口有1,531人，其中男性有842人，女性有689人，人口密度為每平方公里16.48人，住房計524戶。鎮區內的白人有1,457人，非裔美國人有26人，美洲原住民有4人，亞裔美國人有12人，太平洋島裔美國人有0人，其他種族有0人，混血種族則有32人。此外鎮區內有38人為西班牙裔或拉丁裔美國人。此鎮區之年齡中位數為41.0歲，而男性年齡中位數為37.8歲，女性年齡中位數為44.3歲。